# Spartiniphaga includens
Spartiniphaga includens är en fjärilsart som beskrevs av Walker 1857. Spartiniphaga includens ingår i släktet Spartiniphaga och familjen nattflyn. Inga underarter finns listade i Catalogue of Life.